# روما والقدس: المسألة القومية الأخيرة
روما والقدس: المسألة القومية الأخيرة (بالألمانية: Rom und Jerusalem, die Letzte Nationalitätsfrage)‏ هو كتاب نشره موزس هيس عام 1862 في لايبزيغ. أعطت زخما للحركة الصهيونية العمالية. في كتابه العظيم، دعا هيس إلى عودة اليهود إلى فلسطين، واقترح دولة اشتراكية يُزرع فيها اليهود من خلال عملية «فداء الأرض».

## أهمية
كان الكتاب أول كتاب صهيوني يضع مسألة القومية اليهودية في سياق القومية الأوروبية.
مزج هيس بين الفلسفة العلمانية والدينية، وبين الديالكتيك الهيغلي، ووحدانية سبينوزا، والماركسية.
تمت كتابته على خلفية الاندماج اليهودي الألماني ومعاداة السامية الألمانية وكراهية ألمانيا للقومية الناشئة في البلدان الأخرى. استخدم هيس مصطلحات اليوم، مثل مصطلح «العرق»، لكنه كان مساويًا يؤمن بمبادئ الثورة الفرنسية، وأراد تطبيق المفاهيم التقدمية في عصره على الشعب اليهودي.

## المواضيع الرئيسية
مكتوبة على شكل اثنتي عشرة رسالة موجهة لامرأة في حزنها على فقدان قريب لها. طرح هيس في عمله الأفكار التالية:
1. سيبقى اليهود دائمًا غرباء بين الشعوب الأوروبية، الذين قد يحررونهم لأسباب إنسانية وعدالة، لكنهم لن يحترموهم أبدًا ما دام اليهود يضعون ذكرياتهم الوطنية العظيمة في الخلفية ويتمسكون بالمبدأ، «أوبي بيني، أبي باتريا.» (اللغة اللاتينية: «حيث [هي] حسنًا، هناك الوطن»)
2. النمط اليهودي غير قابل للتدمير، والشعور القومي اليهودي لا يمكن اقتلاعه، على الرغم من أن اليهود الألمان، من أجل تحرر أوسع وأكثر عمومية، يقنعون أنفسهم والآخرين بالعكس.
3. إذا كان تحرير اليهود غير قابل للتوفيق مع الجنسية اليهودية، فيجب على اليهود التضحية بالتحرر من أجل الجنسية. يعتبر هيس أن الحل الوحيد للقضية اليهودية يكمن في العودة إلى فلسطين.

## ردود الفعل والإرث
في ذلك الوقت، قوبل الكتاب بترحيب بارد، وفقط في وقت لاحق أصبح أحد الأعمال الأساسية للصهيونية، حيث أنه وضع مسبقًا الأفكار التي وضعها تيودور هرتزل في الدولة اليهودية قبل حوالي 35 عامًا.